# Olio di semi di Shorea robusta
L'olio di semi di Shorea robusta, chiamato comunemente burro o grasso di sal, è un grasso vegetale estratto dai semi della Shorea robusta. L'olio, dopo la raffinazione. nei paesi di produzione può essere utilizzato come olio da cucina e per la produzione di saponi.
Nella UE è uno dei 5 grassi vegetali raffinati che può essere utilizzato (5% max) dall'industria alimentare come equivalente del burro di cacao per la produzione del cioccolato.
L'industria cosmetica può utilizzarlo come emolliente e come fattore di consistenza nei rossetti e prodotti per labbra.
La pianta appartiene alla famiglia botanica delle Dipterocarpaceae.  La Shorea robusta è nativa del sub continente indiano e si estende a sud dell'Himalaya, dal Myanmar ad est al Nepal, dall'India centrale al Bangladesh. L'albero è ampiamente distribuito nelle regioni tropicali ed è conosciuto come l'albero di Sal. L'albero di Sal (Shorea robusta) è un importante mezzo di sopravvivenza per un gran numero degli abitanti delle foreste negli stati indiani centrali dell'Orissa, Chattisgarh e Madhya Pradesh. La foresta di Sal copre circa il 45% delle loro aree boschive. Orissa ha la più grande foresta di sal, che copre 38300 km² seguita da Madhya Pradesh con 27800 km² e Chhattisgarh con 24245 km². In questi tre stati, circa 20-30 milioni di abitanti delle foreste dipendono dalla raccolta di semi, foglie e resine di sal.

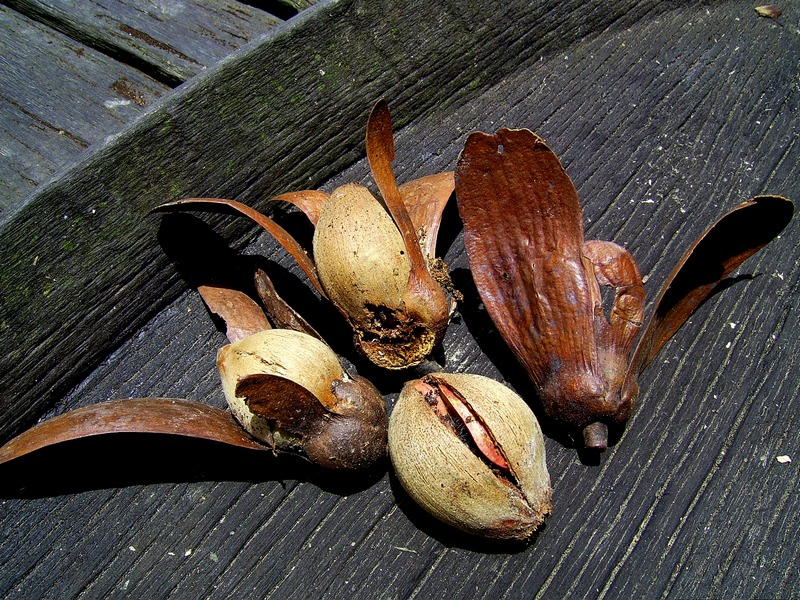
Frutti maturi di Shorea robusta

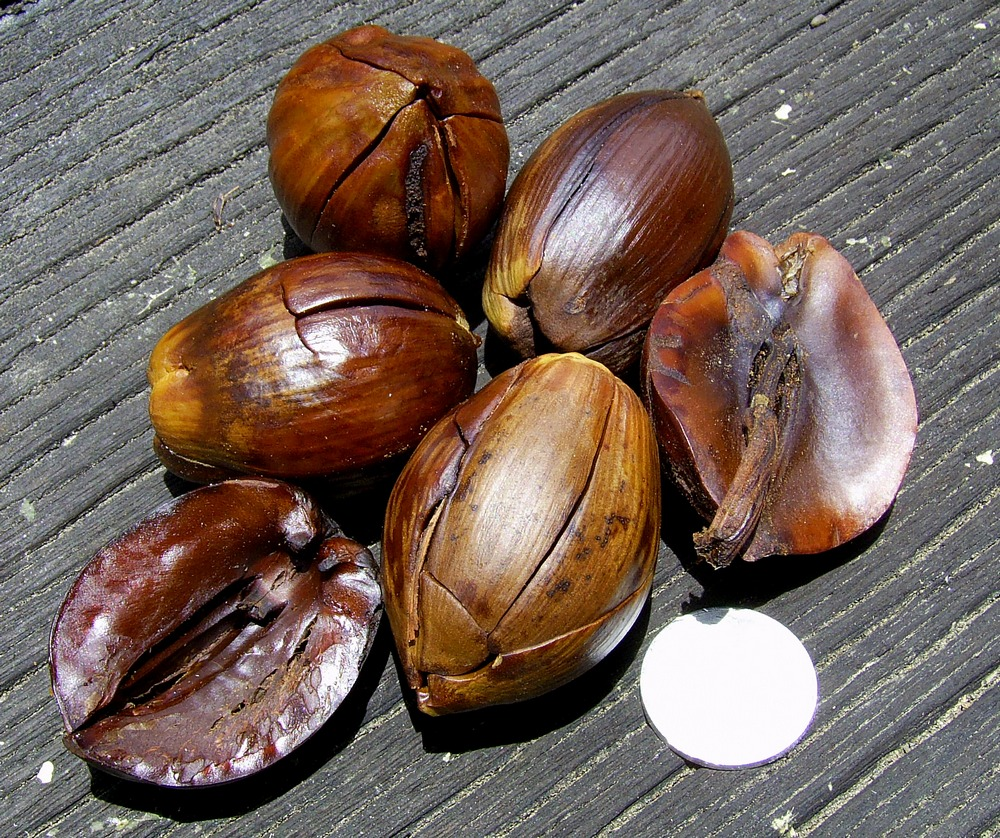
Semi decorticati

Il frutto è uno schizocarpo samaroide con un calice alato che contiene i semi. 
Quando i frutti sono completamente maturi sono lunghi circa 1,3–1,5 cm con 1 cm di diametro. I segmenti di calice che circondano il seme assumono la forma di cinque ali disuguali lunghe circa 5-7,5 cm che consentono al seme di essere soffiato fino a 100 m di distanza dall'albero (disseminazione anemocora) per rigenerarsi nel futuro. 
Il seme contiene 14-15% di grassi mentre l'endosperma (gheriglio), segmentato in 5 valve, che ricopre l'embrione ne contiene circa il 30%. 2 km² di semi danno circa 1 km² di gherigli. I semi sono tipicamente composti da: 10,8% di acqua, 8% di proteine, 62,7% di carboidrati, 14,8% di olio, 1,4% di fibre e 2,3% di ceneri.
All'olio di sal è stato attribuito il nome INCI: SHOREA ROBUSTA SEED BUTTER e numero CAS:  225234-08-2. 

## Raccolta di semi - estrazione dell'olio
Il frutto generalmente matura nel mese di maggio. Dopo la raccolta dei frutti i semi vengono decorticati. Il processo tradizionale per la decorticazione si realizza diffondendo i frutti di sal su un terreno duro e asciutto e dandogli fuoco dopo averli lasciati essiccare al sole. Sebbene sia un mezzo semplice per rimuovere ali e gusci dai gherigli, questo è un processo rischioso poiché a volte il fuoco colpisce il seme e la resa dell'olio si riduce. I semi bruciati sono spesso respinti dai centri di raccolta, come quelli mescolati a sabbia o pietre. Per evitare questi rischi la decorticazione può essere effettuata meccanicamente sia battendo i semi con un bastoni di legno sia con semplici macchinari. La conservazione è un problema cruciale nel processo di raccolta e spedizione dei gherigli di sal. La qualità del grasso di sal dipende da come i semi sono stati stivati. Dal momento che il monsone segue la stagione della raccolta dei semi di sal, c'è il rischio che un alto contenuto di umidità nei semi aumenti per idrolisi il livello di acidi grassi liberi, rendendo l'olio inadatto all'uso nel settore alimentare.
Il grasso di sal viene estratto con tre metodi. Tradizionalmente il grasso veniva estratto bollendo in acqua i semi macinati fino a far affiorare le componenti lipidiche che vengono rimosse (scremturA) o con la zangolatura. Il secondo sistema è meccanico e comporta l'estrazione mediante spremitura ed espulsione dell'olio con mulini rotanti. Il terzo metodo è attraverso l'estrazione con solvente, in cui il seme viene macinato e pressato in un mulino ed esposto al solvente per l'estrazione.

## Caratteristiche
Il burro di sal grezzo è bruno-verdastro e ha un odore caratteristico pungente. Una volta raffinato, deodorato e decolorato assume un colore bianco ed un odore tenue. L'olio di sal è una miscela eterogenea di lipidi, soprattutto trigliceridi (oltre il 95%). A causa della alta concentrazione di acidi grassi saturi, è solido a temperatura ambiente. Per questo motivo, è noto più come grasso o burro che come olio di sal. 
| Proprietà                      | Intervallo / limite  |
| ------------------------------ | -------------------- |
| Aspetto                        | colore bianco solido |
| Odore                          | odore caratteristico |
| Gusto                          | gusto tipico         |
| Densità                        | 0,88-0,914           |
| Punto di fusione - scorrimento | 30-35 °C             |
| Numero di perossido            | 4,0                  |
| Numero di iodio                | 38-42                |
| Numero di saponificazione      | 187-193              |
| Frazione insaponificabile      | 1,2% max             |
| Indice di rifrazione a 40 °C   | 1,4500-1,4600        |
|                                |                      |

## Composizione
In tutti gli oli vegetali la composizione può variare in funzione della cultivar, delle condizioni ambientali, della raccolta, della estrazione e della lavorazione.Nel burro di sal sono stati individuati anche due acidi grassi tipici: acido 9,10 di-idrossistearico e acido 9,10 epossi stearico, che assieme possono rappresentare il 4% del totale degli acidi grassi. La somma dei due acidi resta costante nel tempo mentre la concentrazione acido 9,10 epossi stearico aumenta a discapito della concentrazione di acido 9,10 di-idrossistearico nel tempo. La presenza di trigliceridi con questi 2 acidi grassi, anche un 12%, può compromettere la qualità del grasso di sal destinato alla produzione di cioccolata, in quanto amplia l'intervallo di fusione.

| Distribuzione percentuale dei principali acidi grassi nel burro di sal (%) | Distribuzione percentuale dei principali acidi grassi nel burro di sal (%) | Distribuzione percentuale dei principali acidi grassi nel burro di sal (%)                     | Distribuzione percentuale dei principali acidi grassi nel burro di sal (%) |
| -------------------------------------------------------------------------- | -------------------------------------------------------------------------- | ---------------------------------------------------------------------------------------------- | -------------------------------------------------------------------------- |
| acido grasso                                                               | Notazione Delta                                                            | Concentrazione rilevata in più studi con campioni di diversa provenienza e lavorazione min-max | Mediana rilevata su estrazione a solvente                                  |
| acido palmitico                                                            | 16:0                                                                       | 3,6 - 10,7                                                                                     | 4,5                                                                        |
| acido stearico                                                             | 18:0                                                                       | 32,6 - 49,3                                                                                    | 44,2                                                                       |
| acido 9,10 epossi stearico                                                 | 9,10-O-18:0                                                                | nd - 3,5                                                                                       | 1,2                                                                        |
| acido 9,10 di-idrossistearico                                              | 9,10-di-OH-18:0                                                            | nd - 3,5                                                                                       | 0,8                                                                        |
| acido oleico                                                               | 18:1Δ9c                                                                    | 32,9 - 48,2                                                                                    | 42,2                                                                       |
| acido linoleico                                                            | 18:2Δ9c12c                                                                 | 0,6 - 3,8                                                                                      | 2,8                                                                        |
| acido α-linolenico                                                         | 18:3Δ9c,12c,15c                                                            | 0,3 - 1,3                                                                                      | 0,4                                                                        |
| acido arachico                                                             | 20:0                                                                       | 3,1 - 12,3                                                                                     | 6,3                                                                        |
| Legenda: nd = non rilevato o <0,05%                                        |                                                                            |                                                                                                |                                                                            |

I trigliceridi principali del burro di sal hanno 3 alchili per un totale di 54 atomi di carbonio, senza calcolare il contributo del glicerolo. Nei burri solidi si tratta del trigliceride SOS, dove alla molecola di glicerolo sono legati in sequenza l'acido Stearico, l'Oleico e lo Stearico; negli oli liquidi emerge il trigliceride SOO. Seguono altri due trigliceridi, POS (Palmitico-Oleico-Stearico) e POP (Palmitico-Oleico-Palmitico). La poca omogeneità dei suoi trigliceridi ne determina una discreta variabilità nelle caratteristiche fisiche di consistenza e plasmabilità, per cui l'industria oleochimica è portata commercializzare frazioni, stearina o oleina, con una consistenza specifica per i potenziali utilizzi.
Oltre ai trigliceridi, il burro non raffinato può contenere circa un 2% di insaponificabili: alcoli triterpenici (il 30,4% degli insaponificabili - principalmente β-amyrina e α-amyrin + lupeolo), 4α-metilsteroli (4,3% degli insaponificabili), e 4-desmetilsteroli (65,3% degli insaponificabili) principalmente β-sitosterolo (59% degli steroli), stigmasterolo (22% degli steroli),∆7- avenasterolo(12% degli steroli).